# Crveno i crno
Crveno i crno (franc. "Le Rouge et le Noir"), povijesni i psihološki roman francuskog književnika Stendhala, objavljen 1830.
Puni naslov romana je “Crveno i crno, kronika 19. stoljeća” ("Le Rouge et le Noir: Chronique du XIXe siècle"). Protagonist je Julien Sorel. Djelo je bildungsroman koji prati njegovo odrastanje i životni put. Ujedno je i satirični prikaz društva u Francuskoj u vrijeme restauracije dinastije Bourbonaca (1814. – 1830.), koja nastupa nakon pada Napoleona. Događaji su prikazani kronološki. Smatra se jednim od ranijih ostvarenja europskog realizma, iako ima i elemanta romantizma i klasicizma. Pisan je preciznim klasicističkim stilom, a ton varira od romantičnog do poetskog.
Julien Sorel je tankoćutni nadareni mladić iz provincije koji se nastoji probiti na društvenoj ljestvici. Skromno podrijetlo i odgoj nastoji nadvladati kombinacijom talenta, napornog rada, prijevare i licemjerja. Oduševljen je Napoleonom, no nakon njegovog pada ne vidi mogućnost za vojnu karijeru pa se pokušava probiti u crkvenim redovima. Počinje raditi kao privatni učitelj gradonačelnikovoj djeci. Sam sebe poima kao nesentimentalnog oportunista te se upušta u ljubavnu vezu s gradonačelnikovom suprugom Louise de Rênal. Nakon što se pročuje za njihovu vezu, odlazi na školovanje u sjemenište, a potom u Pariz, gdje zavodi aristokratkinju Mathilde, kćer svog drugog poslodavca.
Sorel podliježe vlastitim strastima koje ga odvode na stranputicu. Ne uspijeva pomiriti proturječja između emocija i ambicija te na kraju postaje žrtva rascjepa između svoje intimne i javne osobnosti, skrivanja i kultiviranja svojega pravog identiteta. Roman je podijeljen na provincijski i pariški dio. Većim dijelom je ispripovijedan iz Sorelove perspektive. Ponekad se javlja sveznajući pripovjedač s poetološkim razmatranjima ili moralističkim komentarima. Naslov reflektira različite dihotomije u romanu, prisutne kroz život i sudbinu protagonista (ljubav i smrt, dvije žene - Louise i Mathilde, republika i monarhija, Pariz i provincija, akcija i kontemplacija, vojska i crkva itd).
Stendhal je kroz "Crveno i crno" bitno doprinio razvoju pripovijedne tehnike u žanru romana.